# Heinrich Wilhelm Ferdinand Halfeld

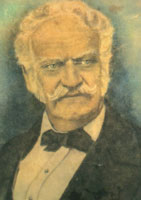
Halfeld.

Heinrich Wilhelm Ferdinand Halfeld, também conhecido como Henrique Guilherme Fernando Halfeld, (Clausthal-Zellerfeld, Reino de Hanôver, 23 de fevereiro de 1797 — Juiz de Fora, 22 de novembro de 1873) foi um engenheiro alemão formado na Bergakademie Clausthal. Foi enterrado no Cemitério Municipal de Juiz de Fora.

## Biografia

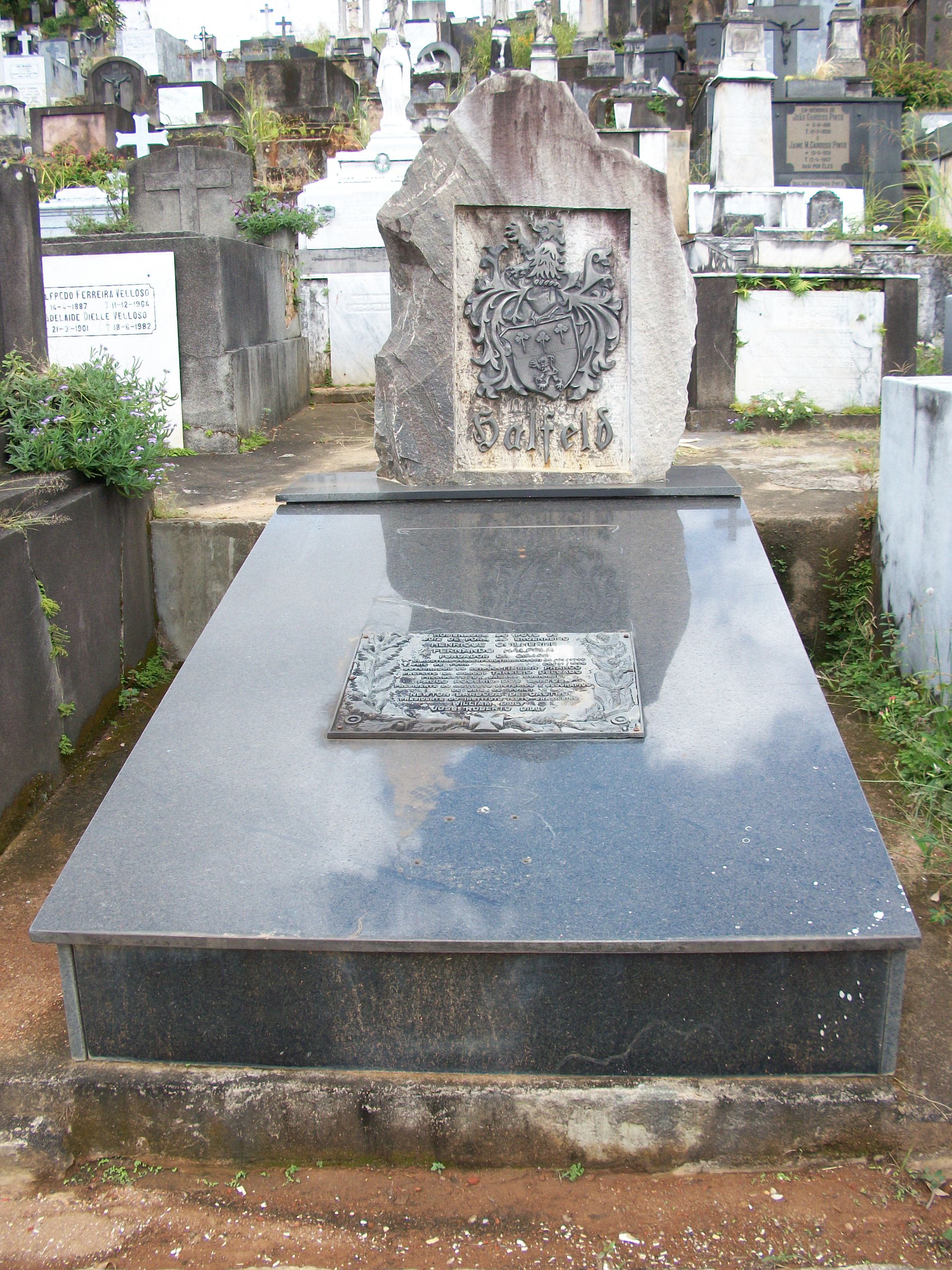
Túmulo de Halfeld no Cemitério Municipal de Juiz de Fora.

Filho de Carl August Theophile Halfeld e Dorothea Antonietta Elster, ingressou aos 18 anos no Exército ocupando o posto de 2º tenente, lutando pela expulsão das tropas francesas da Alemanha e posteriormente na batalha de Waterloo, sendo na ocasião atingido no rosto. Também trabalhou nas minerações no Harz e casou-se no dia 10 de abril de 1824 com Dorothea Augusta Filipina. 
Foi radicado no Brasil a partir de 1825, quando chegou a bordo do veleiro "Doris" para integrar o Imperial Corpo de Estrangeiros formado por Dom Pedro I. Se casou três vezes e seu filho primogênito, Pedro Maria, nasceu pouco após sua chegada. Ao término do seu contrato, passou a trabalhar na S. John Del Rey Mining Company e, posteriormente, nas minas pertencentes ao Barão de Cocais.
Em 1834 comprou uma Sesmaria às margens do rio Piracicaba e, em 1836, foi nomeado "Engenheiro da Província de Minas Gerais", quando passou a residir na cidade de Ouro Preto (na época denominada Vila Rica). Foi designado para construir a Estrada do Paraibuna ligando Vila Rica, então capital mineira, a Paraibuna, na divisa com o Rio de Janeiro. A nova estrada permitiu integrar a Província de Minas, o que propiciou o surgimento da Cidade de Juiz de Fora. 
Sua primeira esposa faleceu em Ouro Preto, em 13 de maio de 1839. Casou-se pela segunda vez, em 8 de janeiro de 1840, com Cândida Maria Carlota, filha de seu anfitrião, tenente Antônio Dias Tostes. Em 1842, no posto de Capitão de Engenharia, participa da vitória das tropas leais ao imperador na Batalha de Santa Luzia. Por seus leais serviços no campo de batalha, foi condecorado com a "Imperial Ordem da Rosa". 
Em 1852 foi encarregado de realizar o balizamento do rio São Francisco, tendo percorrido e explorado o rio com seus afluentes desde Pirapora até ao Oceano Atlântico em um total de mais de 2 mil km, resultando em um extraordinário relatório consultado até os dias atuais. Enviuvou-se pela 2ª vez no ano de 1866, e no ano seguinte casou-se pela terceira vez com Maria Luiza da Cunha Pinto Coelho. De seus três casamentos foram concebidos 16 filhos. 
Faleceu em consequência de um tiro acidental, quando limpava sua arma. Foi um importante idealizador de diversas estradas nos estados de Minas Gerais e Rio de Janeiro, sendo reconhecido como uma das mais importantes personalidades da cidade de Juiz de Fora. Por ser considerado fundador desta cidade, anualmente, durante as solenidades comemorativas do aniversário de fundação da cidade em 31 de maio, em ato público e solene, presidido pelo Prefeito Municipal, é entregue a medalha Mérito Comendador Henrique Guilherme Fernando Halfeld a cidadãos nacionais que se notabilizem, efetivamente, em todos os campos da atividade humana, por relevantes e comprovados serviços prestados à cidade e a coletividade da cidade de Juiz de Fora.
Heinrich Wilhelm Ferdinand Halfeld é patriarca da família Halfeld no Brasil.